# Опівночі у саду добра і зла
«Опівночі у саду добра і зла» — американська кінодрама 1997 року, яку зняв режисер Клінт Іствуд.

## Сюжет
За романом Джона Берендта, який, своєю чергою написаний на основі реальних подій. У місті Саванні, в старому особняку святкують Різдво. Гості, що зібралися, справляють сильне враження на приїжджого — журналіста популярного видання. Всі запрошені — місцеві уродженці, і всі вони, включаючи господаря, — не без дивацтв. Вночі один з гостей, молодий друг господаря, гине. І його смерть, так само як і події, що йдуть за нею, здаються такими незвичайними і таємними, що виникає думка про магію і чаклунство.

## У ролях
- Кевін Спейсі — Джим Вільямс
- Джон К'юсак — Джон Келсо, журналіст
- Ірма Пі Голл — Мінерва
- Елісон Іствуд — Менді Ніколс
- Енн Гейні — Маргарет Вільямс
- Кім Гантер — Бетті Гарті
- Річард Герд — роль другого плану
- Леон Ріппі — Бун, детектив
- Боб Ґантон — Фінлі Ларгент
- Майкл О'Гаган — Геза Ван Габсбург
- Гері Ентоні Вільямс — водій автобуса
- Мюріель Мур — місіс Бакстер
- Сонні Сейлер — роль другого плану
- Террі Роадс — роль другого плану
- Віктор Брандт[en] — Байліфф
- Патріція Герд — роль другого плану
- Нік Джиллі — роль другого плану
- Патріка Дарбо — Сара Воррен
- Джей Патрік Маккормак — лікар
- Грег Гуссен — роль другого плану
- Шеннон Юбанкс — роль другого плану
- Рода Гріффіс — роль другого плану
- Джо Енн Пфлюг — роль другого плану
- Майкл Розенбаум — Джордж Таккер
- Ден Біггерс — роль другого плану
- Джорджия Аллен — роль другого плану
- Коллін Вілкокс — роль другого плану
- Чарльз Блек — роль другого плану
- Еліта Митчелл — роль другого плану
- Денні Нельсон — роль другого плану
- Енн К'юсак — роль другого плану
- Тім Блек — роль другого плану
- Джудіт Робінсон — роль другого плану
- Джуд Лоу — Біллі Карл Гансон
- Джек Томпсон — Сонні Сейлер
- Пол Гіпп — Джо Одом
- Тед Мансон — роль другого плану
- Леді Чабліс — роль другого плану
- Лоуренс Мендлі — роль другого плану
- Лора Маклоклін — роль другого плану
- Рей Вайнтір — роль другого плану

## Знімальна група
- Режисер — Клінт Іствуд
- Сценарист — Джон Лі Генкок
- Оператор — Джек Н. Грін
- Композитор — Ленні Ніхаус
- Продюсери — Майкл Морер, Том Рукер, Клінт Іствуд, Арнольд Стіфел